# Taronja (color)
|  | Per a altres significats, vegeu «Ataronjat (heràldica)». |

El color taronja o carabassa té una longitud d'ona d'entre 620 i 585 nm; es troba entre el roig i el groc en l'espectre de llum visible. El seu nom ve del cítric, encara que en alguns dialectes se l'anomena vermell o —com en el cas del valencià— carabassa. El seu color complementari és el blau.

## Etimologia
El mot prové de la fruita, donat el seu color característic, que ha fet que, en diverses llengües, s’utilitzi per a designar específicament un interval de l’espectre cromàtic. La paraula taronja prové de l'àrab tųrųnǧa; tot i que, en realitat, els àrabs van actuar com a simples intermediaris, transmetent la forma indopèrsica originària.
En la major part de llengües del nostre entorn, el mot prové d'una altra paraula àrab, nāranj (نارنج), manllevat del persa naarang derivat del sanskrit nāraṅga (नारङ्ग), que al seu torn deriva d'una paraula arrel dravídica. D'aquí deriven naranja en castellà, naranxa en asturià, laranxa en gallec, laranja en euskera i portuguès o irange en occità. El color en italià s'anomena arancione, derivat del fruit arancio, del qual també prové el mot en francès orange, assimilat en anglès. El mot italià prové del vènet naranza.

## Connotacions del taronja

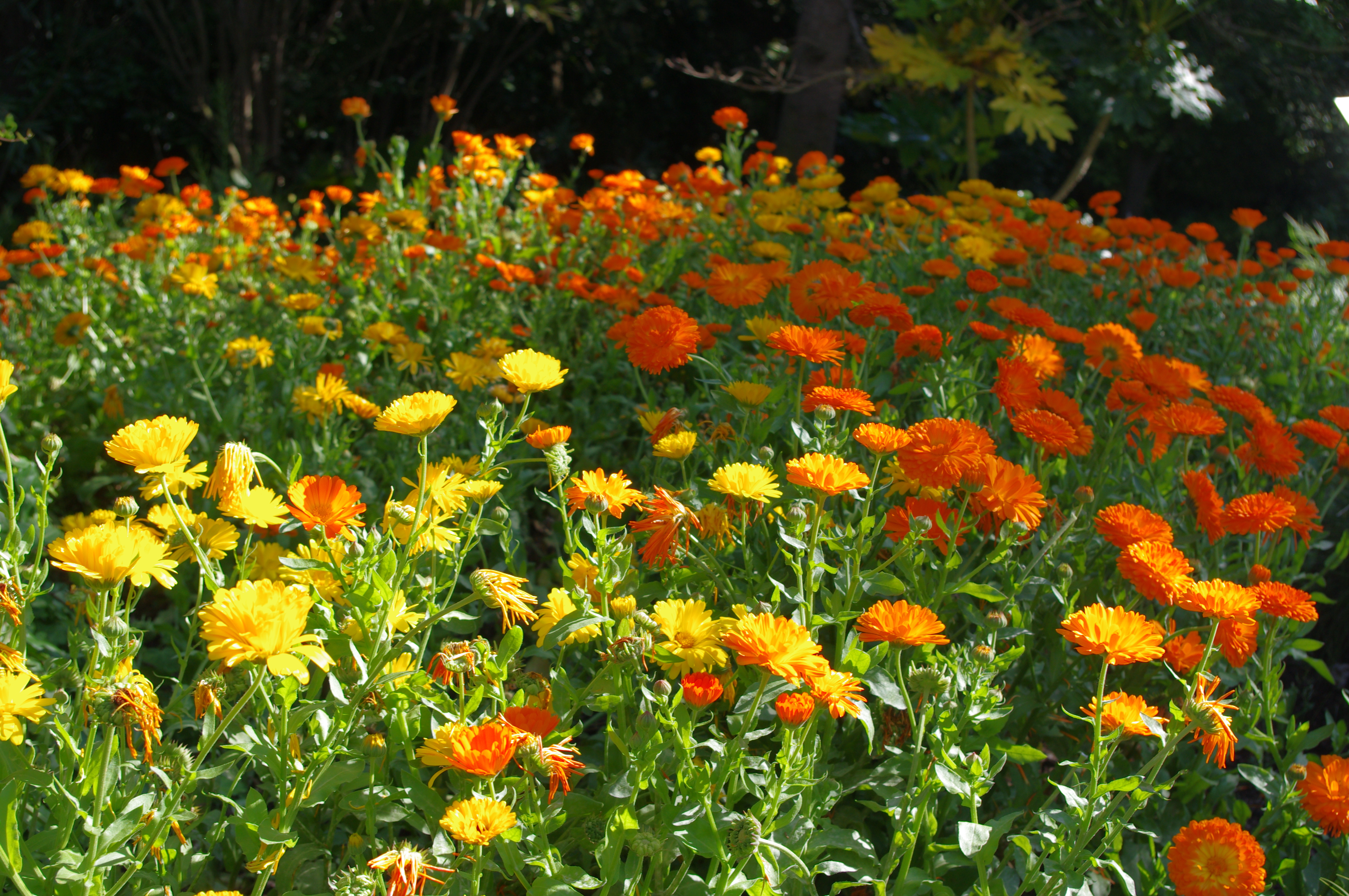
Flors de color taronja, al jardí botànic Marimurtra

- És el color nacional dels Països Baixos
- A Irlanda del Nord s'associa amb el protestantisme
- És associat a l'energia
- En heràldica representa l'honor; no és un to gaire freqüent
- Va ser el color de la bandera de la revolució d'Ucraïna
- "Naranjito" era la mascota dels Mundials de Futbol de 1982 d'Espanya
- És un color sagrat per a l'hinduisme
- Els intermitents dels cotxes són d'aquest color, ja que indica precaució (igual que la llum del semàfor)

## Història i art
A l'antic Egipte i a l'antiga Índia, els artistes van utilitzar un color taronja en alguns dels seus objectes. A Egipte, s'utilitzava un pigment mineral anomenat realgar per a les pintures de tombes, així com per a altres finalitats. Les cornalines taronja es van utilitzar significativament durant la civilització de la vall de l'Indus que, al seu torn, va obtenir la gent de Kachchh al Gujarat. El color també va ser utilitzat més tard per artistes medievals per pintar manuscrits. També es feien pigments en l'antiguitat a partir d'un mineral conegut com a orpiment. L'orpiment era un article important de comerç en l'Imperi romà i s'utilitzava com a medicina a la Xina, tot i que conté arsènic i és altament tòxic. També s'usava com a verí de mosca i per enverinar les fletxes. Pel seu color groc-taronja, també era el favorit dels alquimistes que buscaven la manera de fer or, tant a la Xina com a Occident.
Abans de finals del segle segle xv, el color taronja existia a Europa, però sense aquest nom. Els comerciants portuguesos van portar els primers tarongers a Europa des d'Àsia a finals del segle segle xv i principis del segle xvi, juntament amb el sànscrit naranga, que a poc a poc passà a formar part d'algunes llengües europees: naranja en castellà, laranja en portuguès, orange en francès i taronja en català.

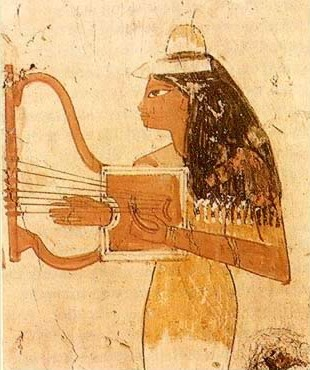
La gent de les pintures murals de l'antic Egipte sovint es mostrava amb pell taronja o groc-taronja, pintada amb un pigment anomenat realgar
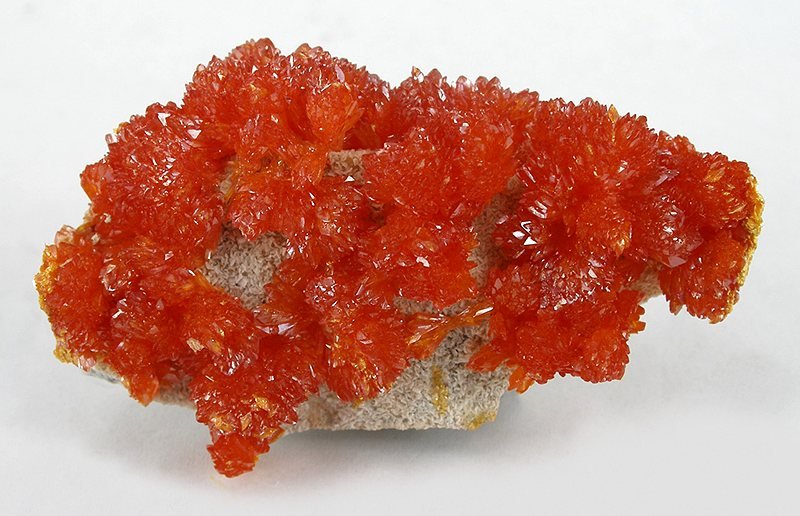
El mineral orpiment era una font de pigments grocs i taronja a l'antiga Roma, tot i que contenia arsènic i era altament tòxic
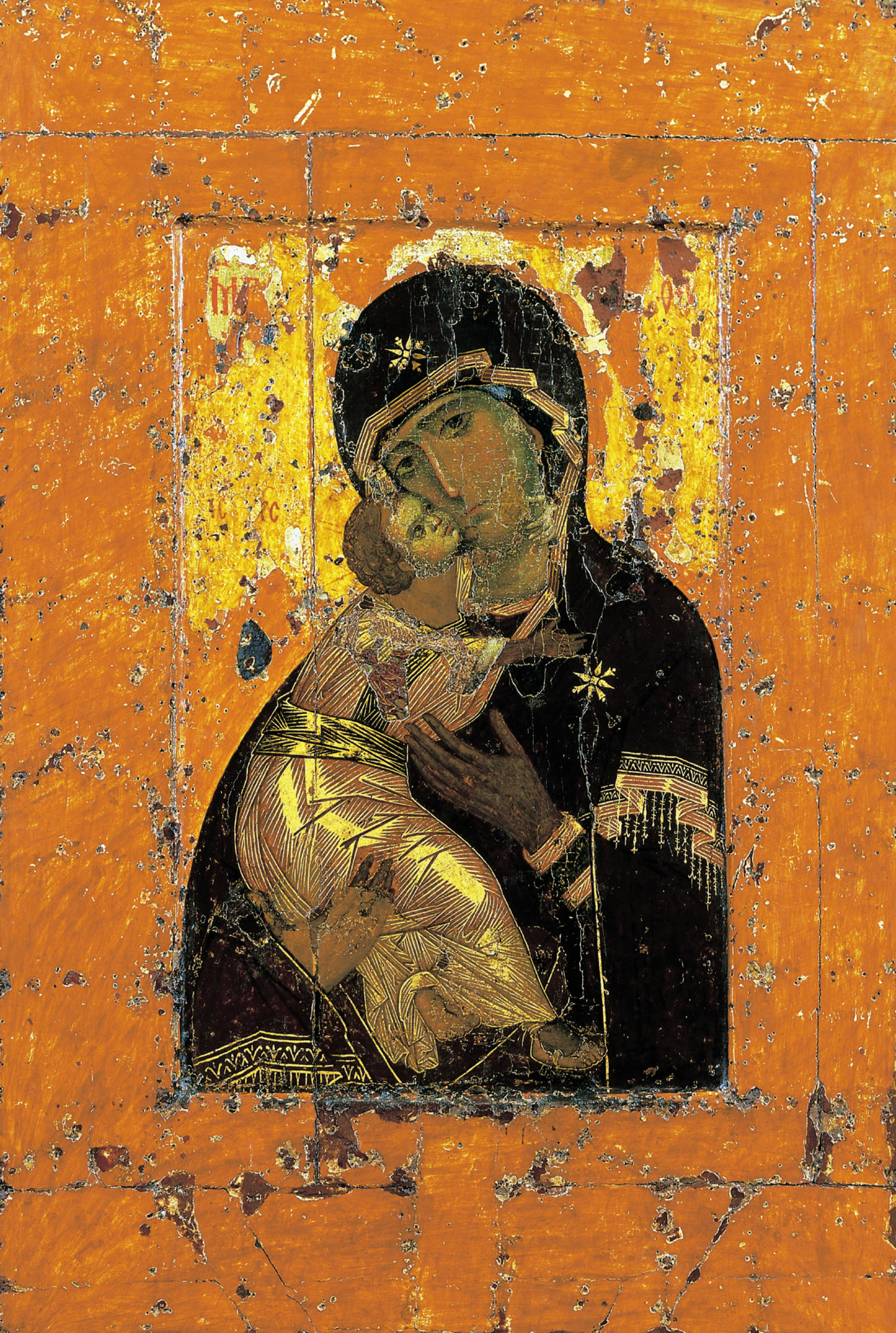
Icona, segle segle xii

### Casa d'Orange
La Casa d'Orange-Nassau fou una de les cases reials més influents d'Europa als segles XVI i XVI. S'originà l'any 1163 al minúscul Principat d'Orange, un estat feudal de 108 milles quadrades (280 km2) al nord d'Avinyó, al sud de França. El Principat d'Orange prengué el nom no pel fruit, sinó per un assentament romanocelta al lloc que es fundà l'any 36 o 35 aC i va rebre el nom d'Arausio, en honor a un déu de l'aigua celta; però, el nom podria haver estat lleugerament alterat, i la població associada amb el color, perquè era a la ruta per on es portaven quantitats de taronges des dels ports de França.
La família del príncep d'Orange finalment adoptà el nom i el color taronja a la dècada de 1570. El color s'associà amb el protestantisme, a causa de la participació de la Casa d'Orange en el bàndol protestant en les guerres de religió a França. Un membre de la casa, Guillem I d'Orange-Nassau, organitzà la resistència holandesa contra l'Imperi espanyol, una guerra que durà vuitanta anys, fins que els Països Baixos van obtenir la independència. El membre més destacat de la cambra, Guillem III d'Orange, esdevingué rei d'Anglaterra el 1689, després de la caiguda del catòlic Jaume II en la Revolució Gloriosa.
A causa de Guillem III, el taronja es va convertir en un color polític important a Europa. Guillem era protestant, i com a tal defensà la minoria protestant d'Irlanda contra la població majoritària catòlica romana. Com a resultat, els protestants d'Irlanda eren coneguts com a Orde d'Orange. El taronja finalment es convertí en un dels colors de la bandera d'Irlanda, simbolitzant l'herència protestant. La seva bandera rebel esdevingué la precursora de la bandera moderna dels Països Baixos.

### Seglesxviiiixix
Al segle segle xviii, el taronja s'utilitzava de vegades per representar les túniques de Pomona, la dea de l'abundància fructífera; el seu nom prové del pomon, la paraula llatina per a la fruita. Les taronges es van fer més comunes al nord d'Europa, gràcies a la invenció al segle xvii de l'hivernacle amb calefacció, un tipus d'edifici que es va conèixer com a orangeria. L'artista francès Jean-Honoré Fragonard representà una figura al·legòrica d'"inspiració" vestida de taronja.
El 1797 el científic francès Louis Nicolas Vauquelin va descobrir el mineral crocoïta, o cromat de plom, que portà el 1809 a la invenció del pigment sintètic crom taronja. Aviat van aparèixer altres pigments que, amb la invenció del tub de pintura metàl·lic el 1841, van fer possible que els artistes pintessin a l'aire lliure i captessin els colors de la llum natural.
A Gran Bretanya el taronja es va fer molt popular entre els prerafaelites i entre els pintors històrics. Els cabells solts de color vermell ataronjat d'Elizabeth Siddal, una model prolífica i dona del pintor Dante Gabriel Rossetti, es convertiren en un símbol del moviment prerafaelita. Lord Leighton, el president de la Royal Academy, realitzà Juny ardent, una pintura d'una jove adormida amb un vestit taronja brillant, que va obtenir un gran reconeixement. Albert Joseph Moore pintà escenes festives de romans que portaven capes taronges més brillants que les que els romans probablement portarien mai. Als Estats Units, Winslow Homer va il·luminar la seva paleta amb taronges vius.
A França, els pintors van prendre el taronja en una direcció completament diferent. L'any 1872 Claude Monet va pintar Impressió, sol naixent, un sol taronja minúscul i una mica de llum taronja reflectida en els núvols i l'aigua al centre d'un paisatge blau borrós. Aquesta pintura donà nom al moviment impressionista.
El taronja esdevingué un color important per a tots els pintors impressionistes. Tots havien estudiat els llibres recents sobre teoria del color, i sabien que el taronja col·locat al costat del blau fa que els dos colors siguin molt més brillants. Auguste Renoir pintà vaixells amb ratlles de pintura taronja cromada directament del tub. Paul Cézanne no va utilitzar pigment taronja, sinó que produí els seus taronges amb tocs de groc, vermell i ocre sobre un fons blau. Toulouse-Lautrec utilitzava sovint taronja en les faldilles de les ballarines i vestits de parisines als cafès i clubs que va retratar. Per a ell era el color de la festa i la diversió.
Els postimpressionistes van anar encara més enllà amb el taronja. Paul Gauguin utilitzà el taronja com a fons, per a la roba i el color de la pell, per omplir els seus quadres de llum i exotisme. Però cap altre pintor emprà el taronja tan sovint i tan dramàticament com Vincent van Gogh, que havia compartit casa amb Gauguin a Arles durant un temps. Per a Van Gogh el taronja i el groc eren la llum solar pura de la Provença. Va produir els seus taronges amb barreges de groc, ocre i vermell, i els col·locà al costat de talls de vermell siena i verd ampolla, i sota un cel turbulent de blau i violeta. Va posar una lluna taronja i estrelles en un cel blau cobalt. Va escriure al seu germà Theo per "buscar oposicions de blau amb taronja, de vermell amb verd, de groc amb violeta, cercant colors trencats i colors neutres per harmonitzar la brutalitat dels extrems, intentant que els colors siguin intensos, i no un harmonia de grisos."

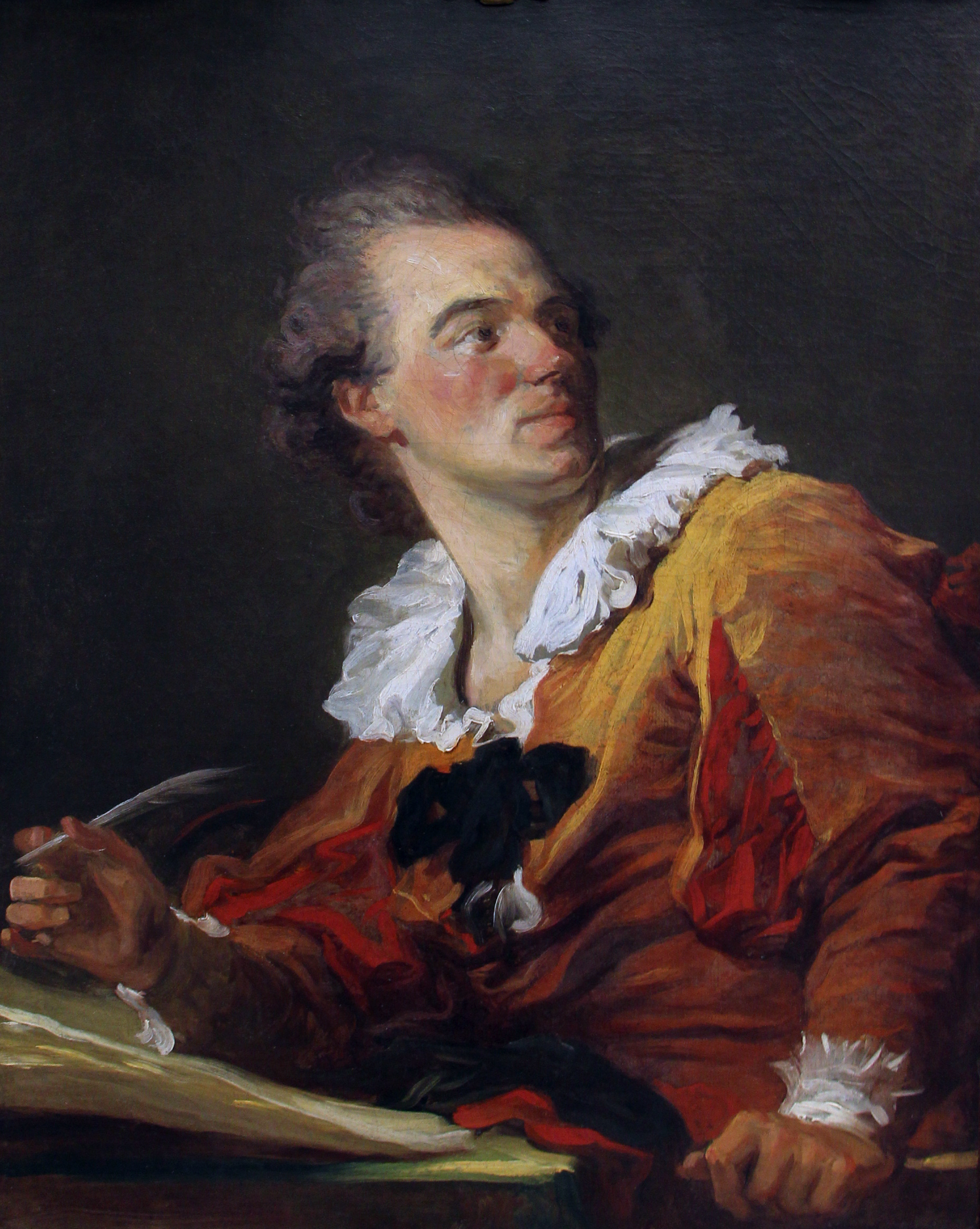
Inspiració, de Jean-Honoré Fragonard (1789)
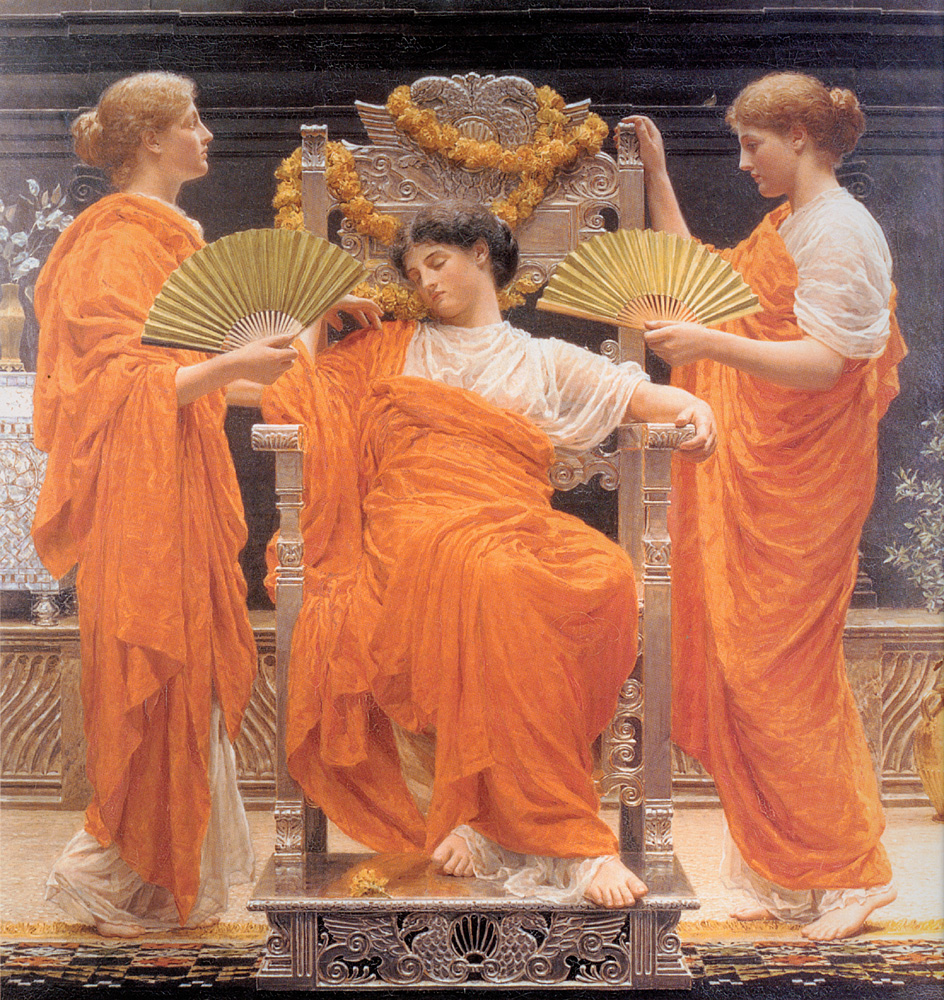
Meitat d'estiu, d'Albert Joseph Moore (1848–1893)
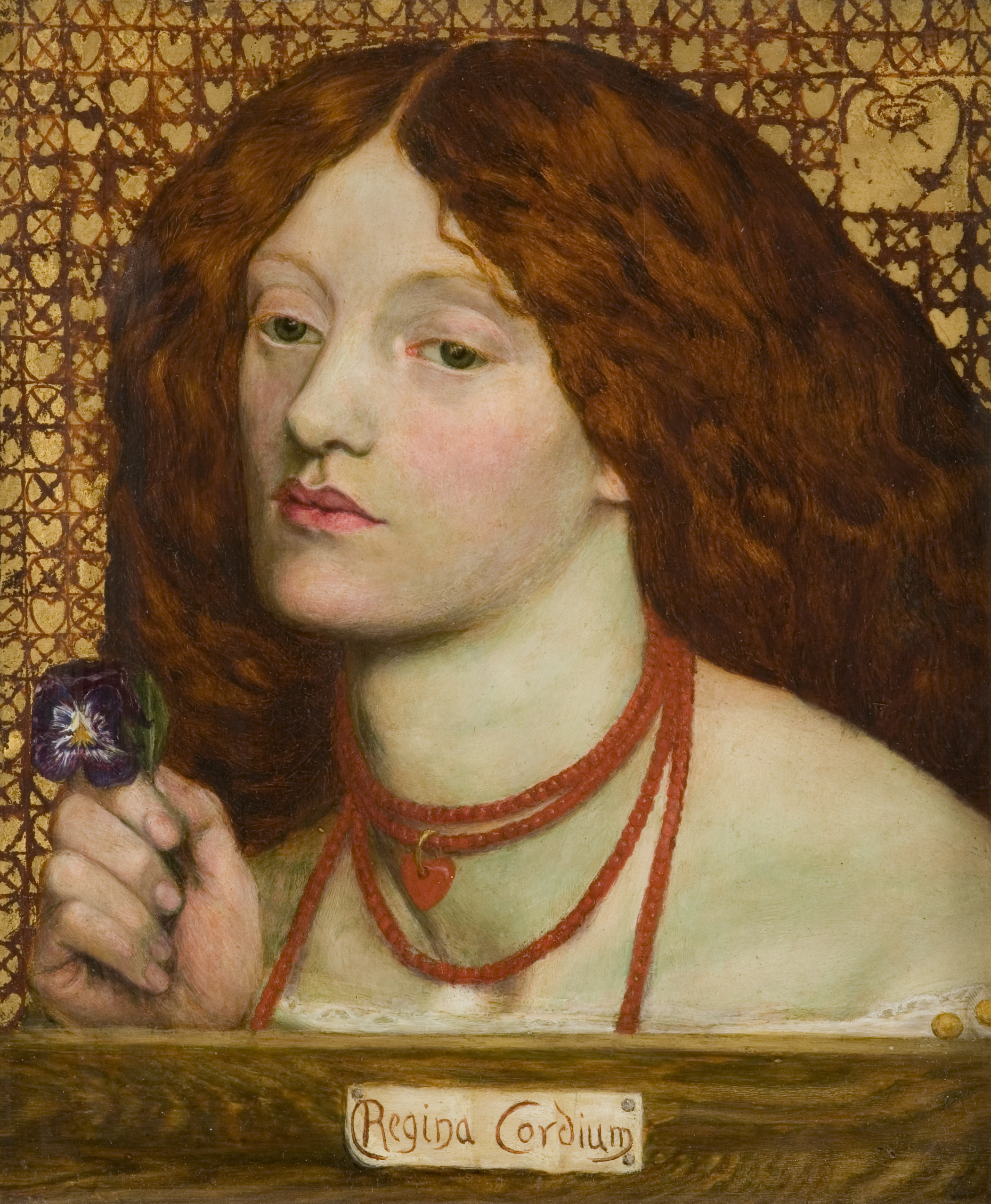
Els cabells vermells i ataronjats d'Elizabeth Siddal, model i dona del pintor Dante Gabriel Rossetti, esdevingueren un símbol del moviment prerafaelista (1860)
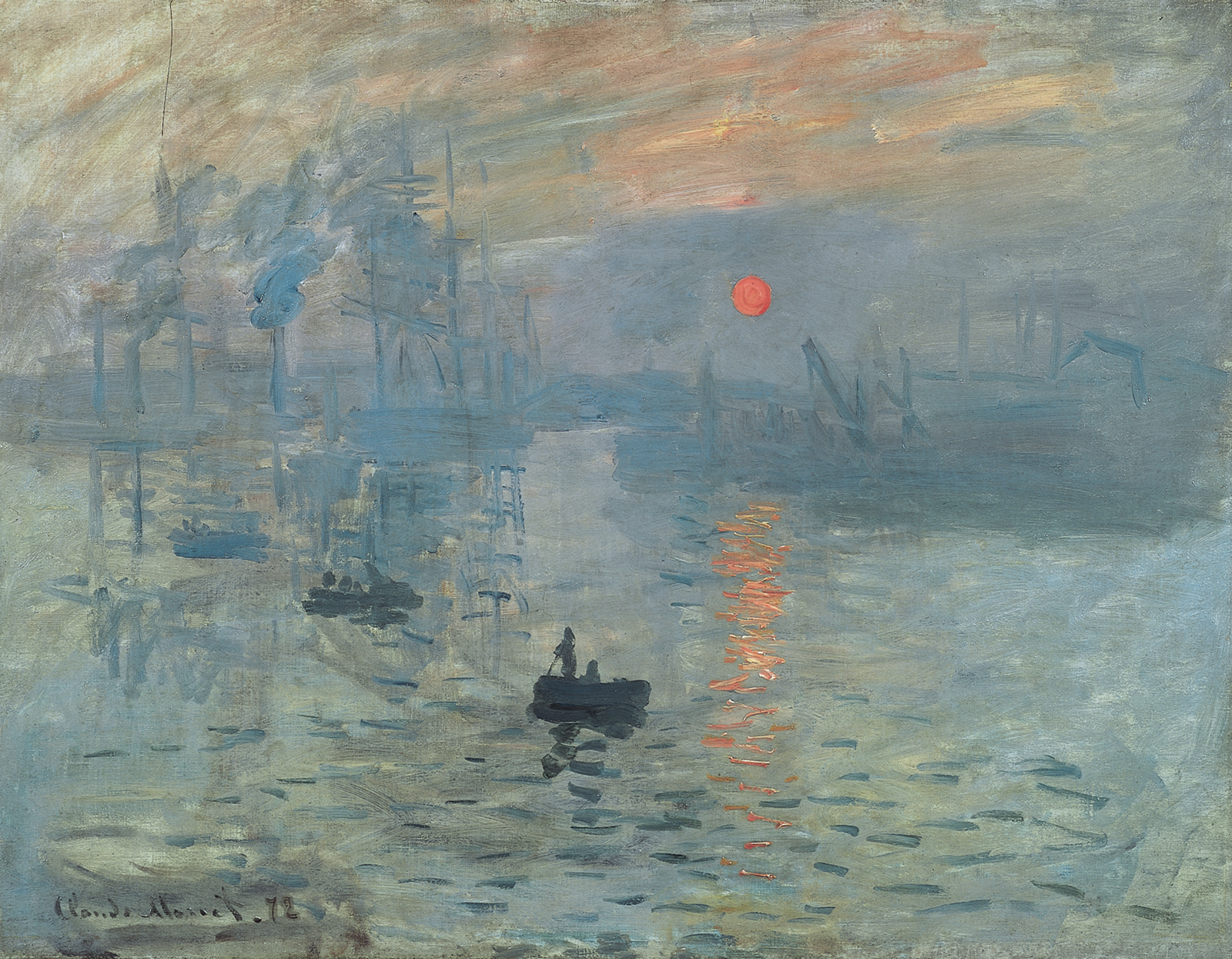
Impressió, sol naixent, de Claude Monet (1872), presentava un sol taronja cromat petit però viu. El quadre va donar nom al moviment impressionista
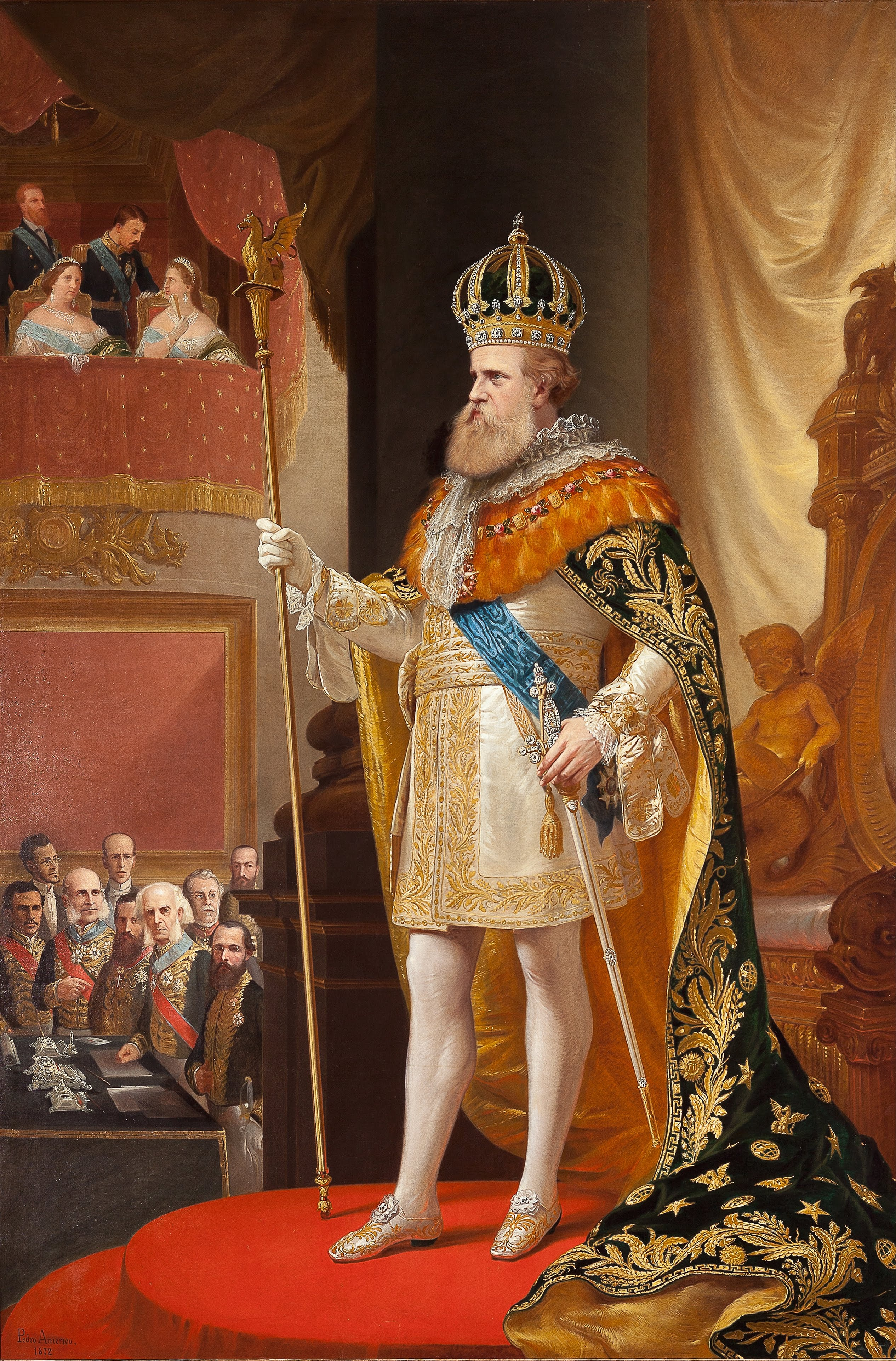
Emperador Pere II del Brasil vestint el mantell imperial decorat amb plomes taronges. Pintura de Pedro Américo (1872)
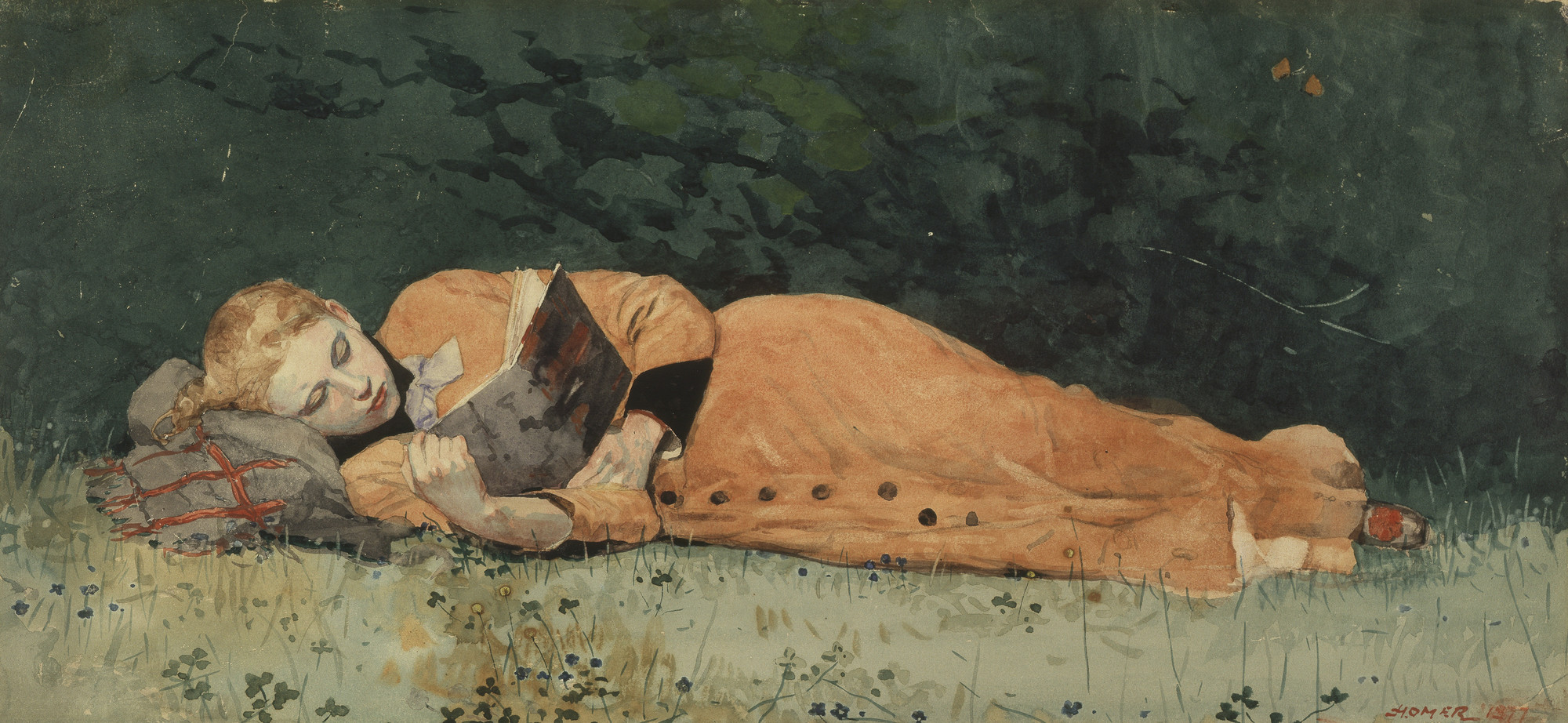
La nova novel·la, de Winslow Homer (1877)
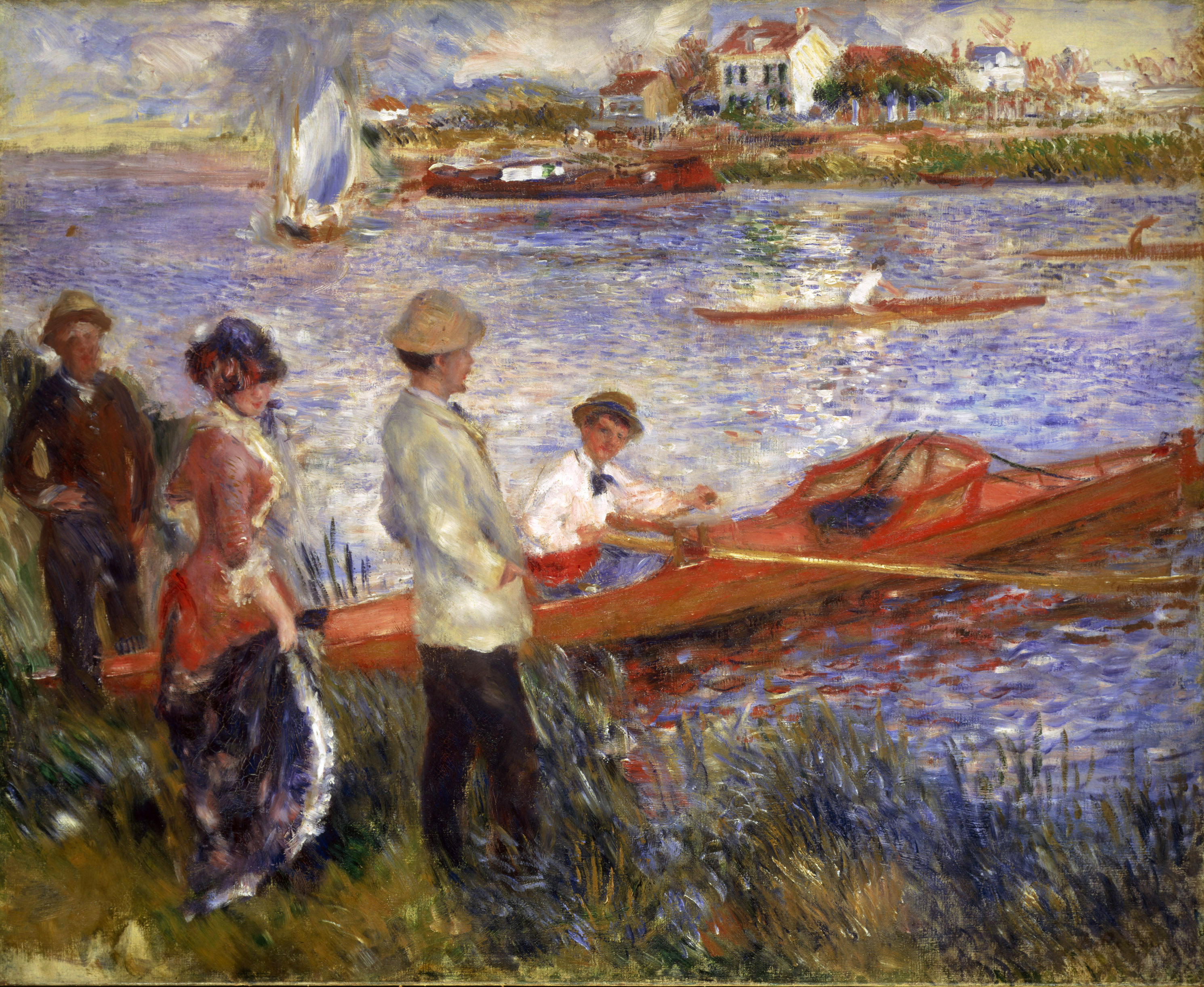
Oarsmen at Chatou, de Pierre-Auguste Renoir (1879). Renoir sabia que el taronja i el blau s'il·luminen mútuament quan es posen junts
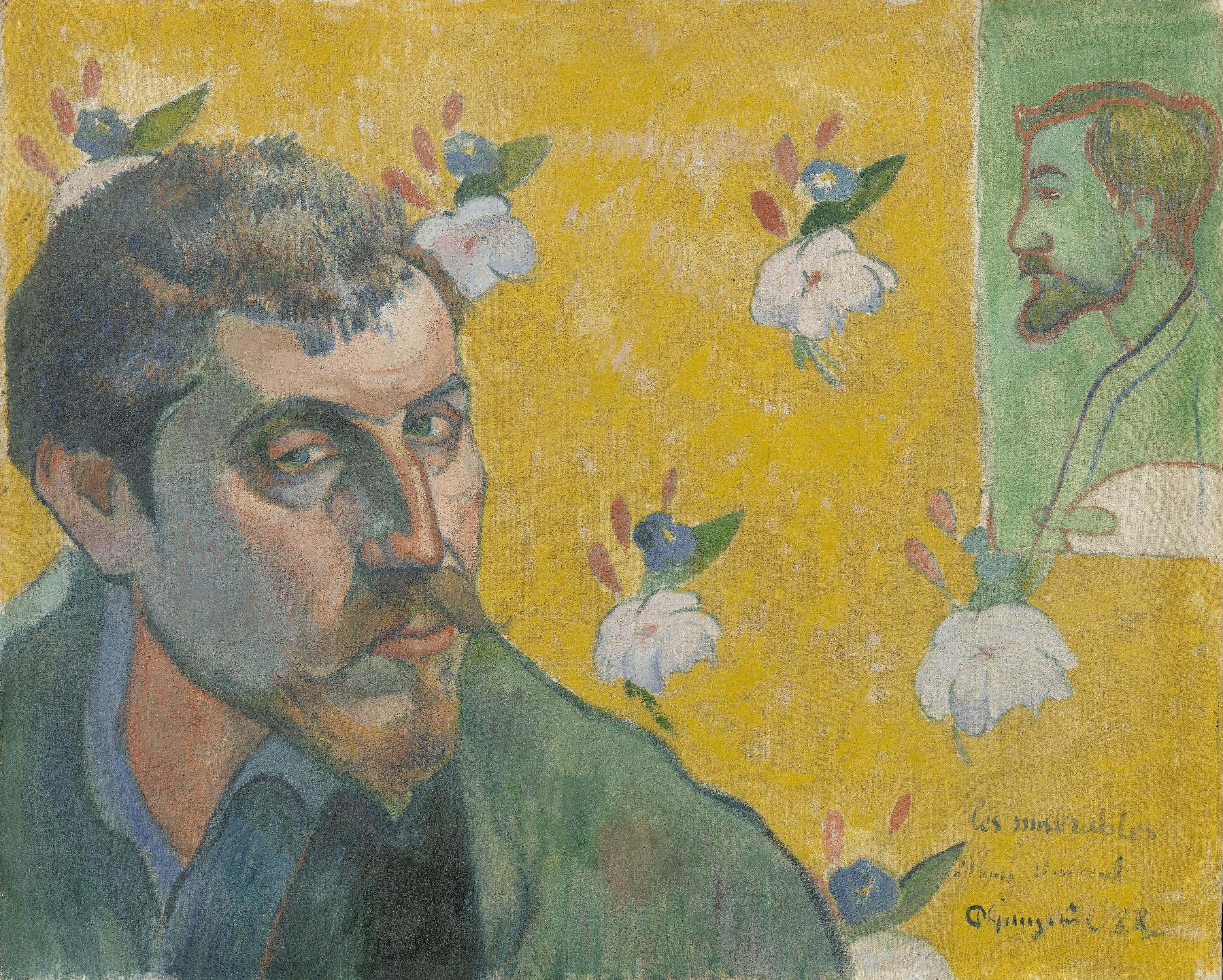
Autoretrat per Paul Gauguin (1888)
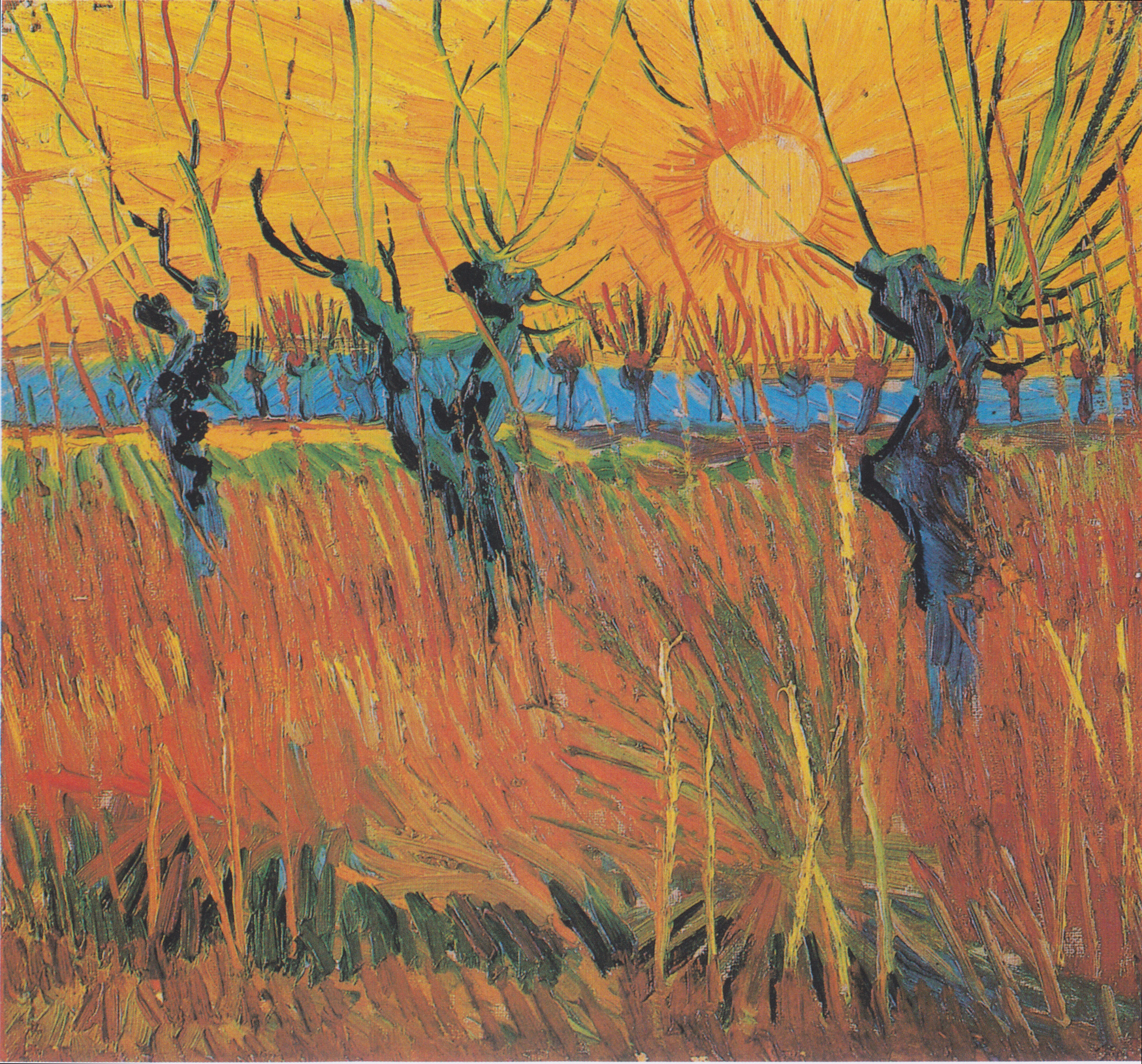
Salzes al capvespre, de Van Gogh, Arles (1888)
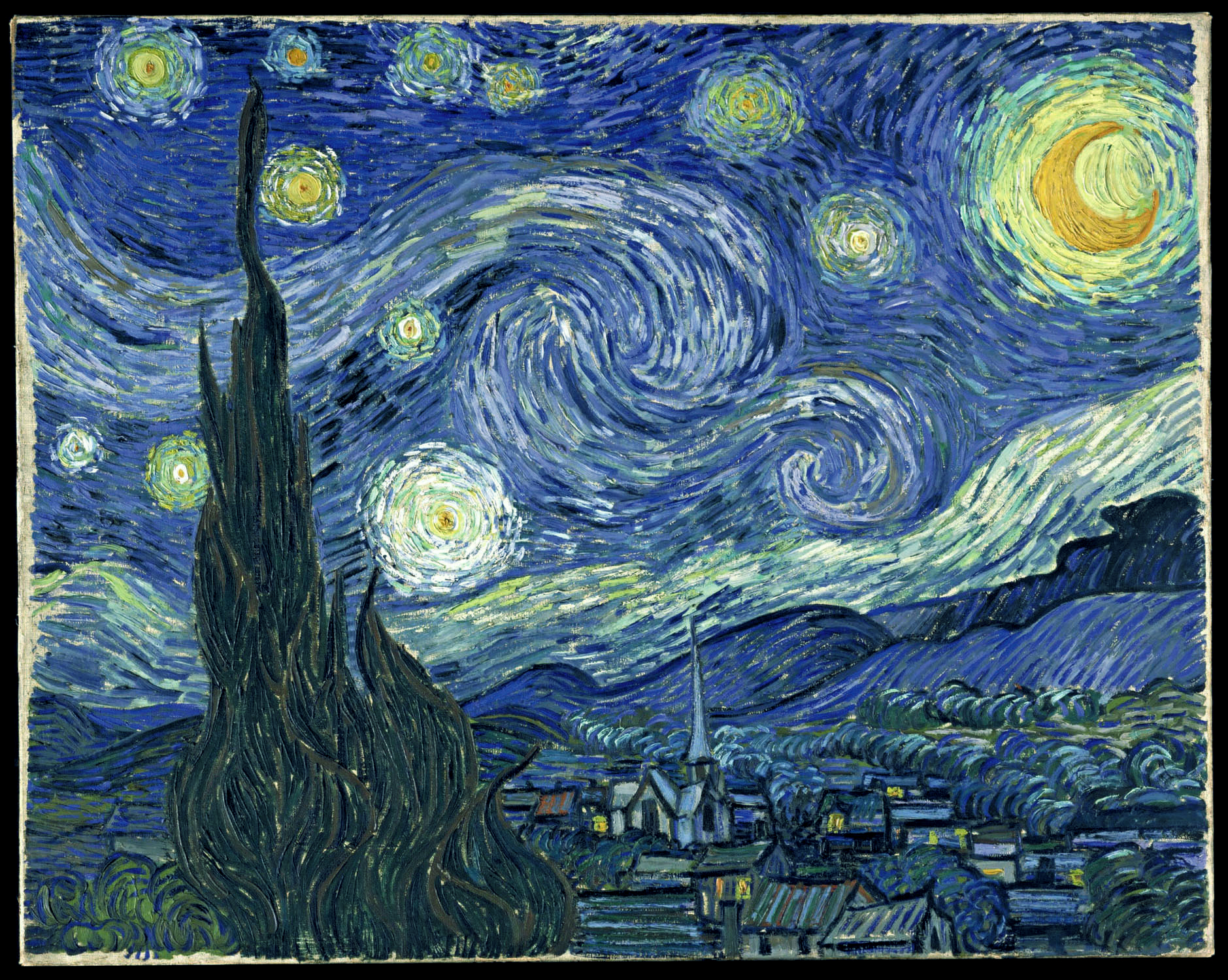
La nit estelada, de Vincent van Gogh, presenta estrelles taronges, un Venus taronja i una lluna taronja (1889)
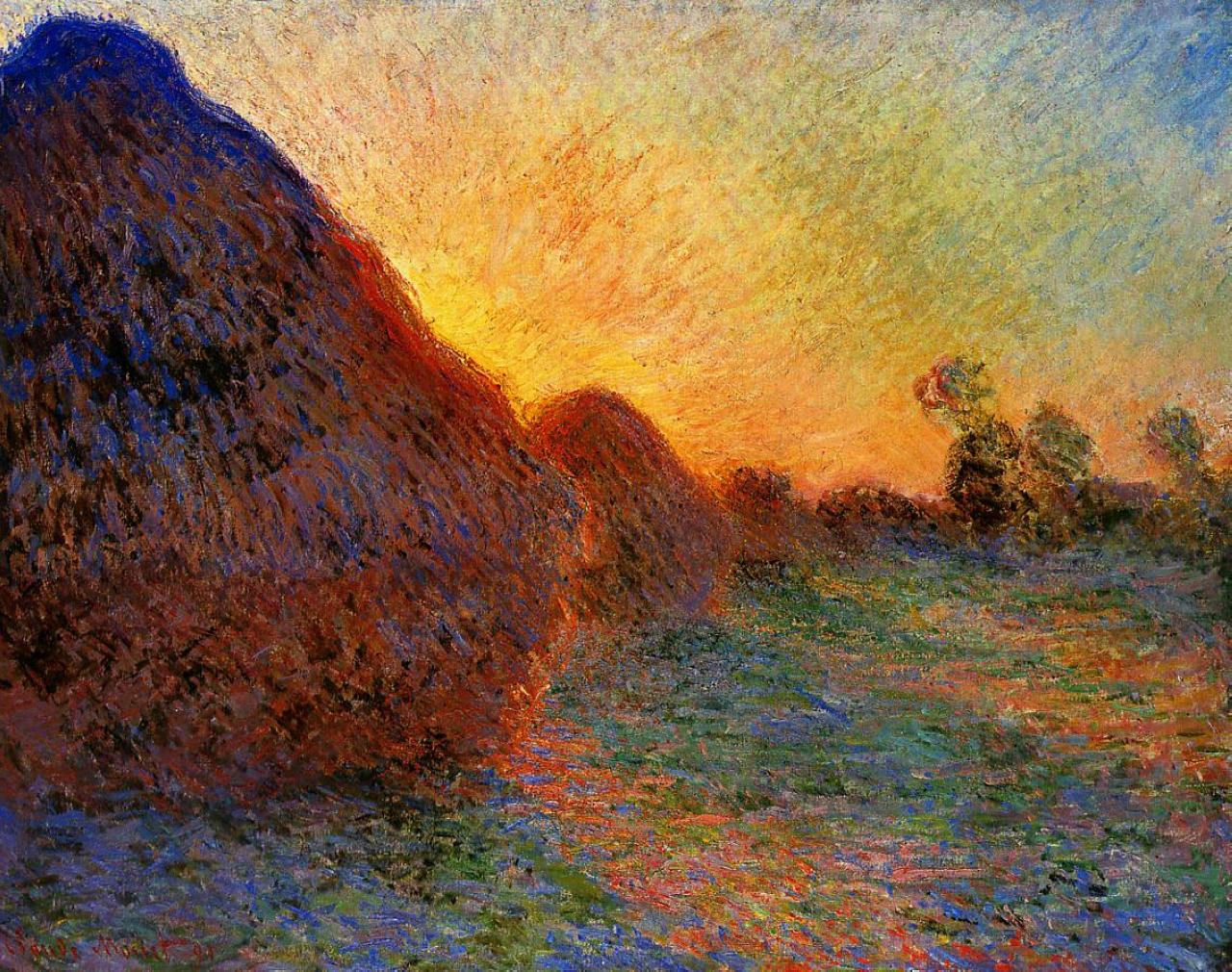
Meules, de la sèrie de Pallers de 1890–1891, per Claude Monet
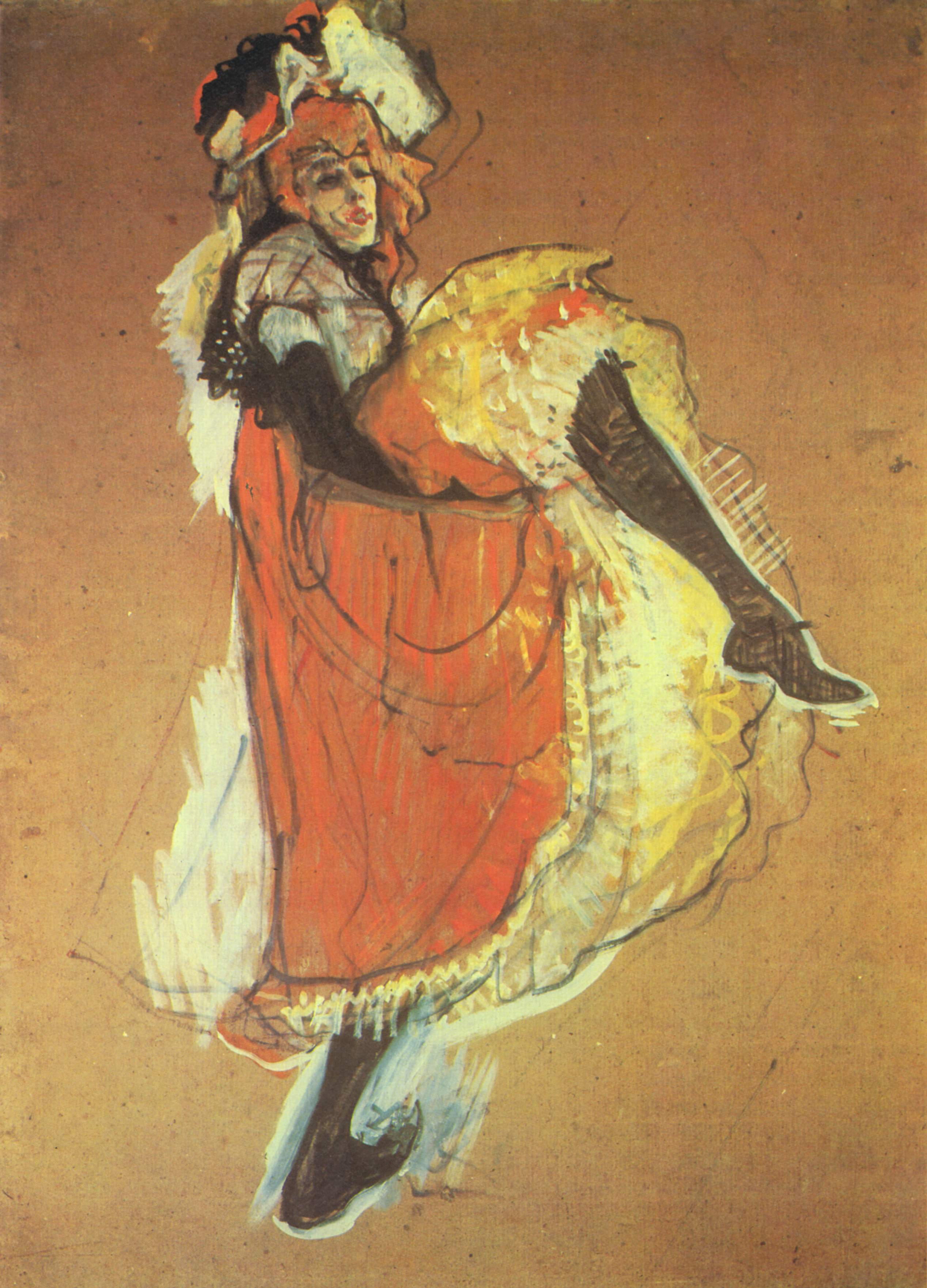
A Henri de Toulouse-Lautrec li agradava molt el taronja, el color de la diversió: Jane Avril (1893–1896)
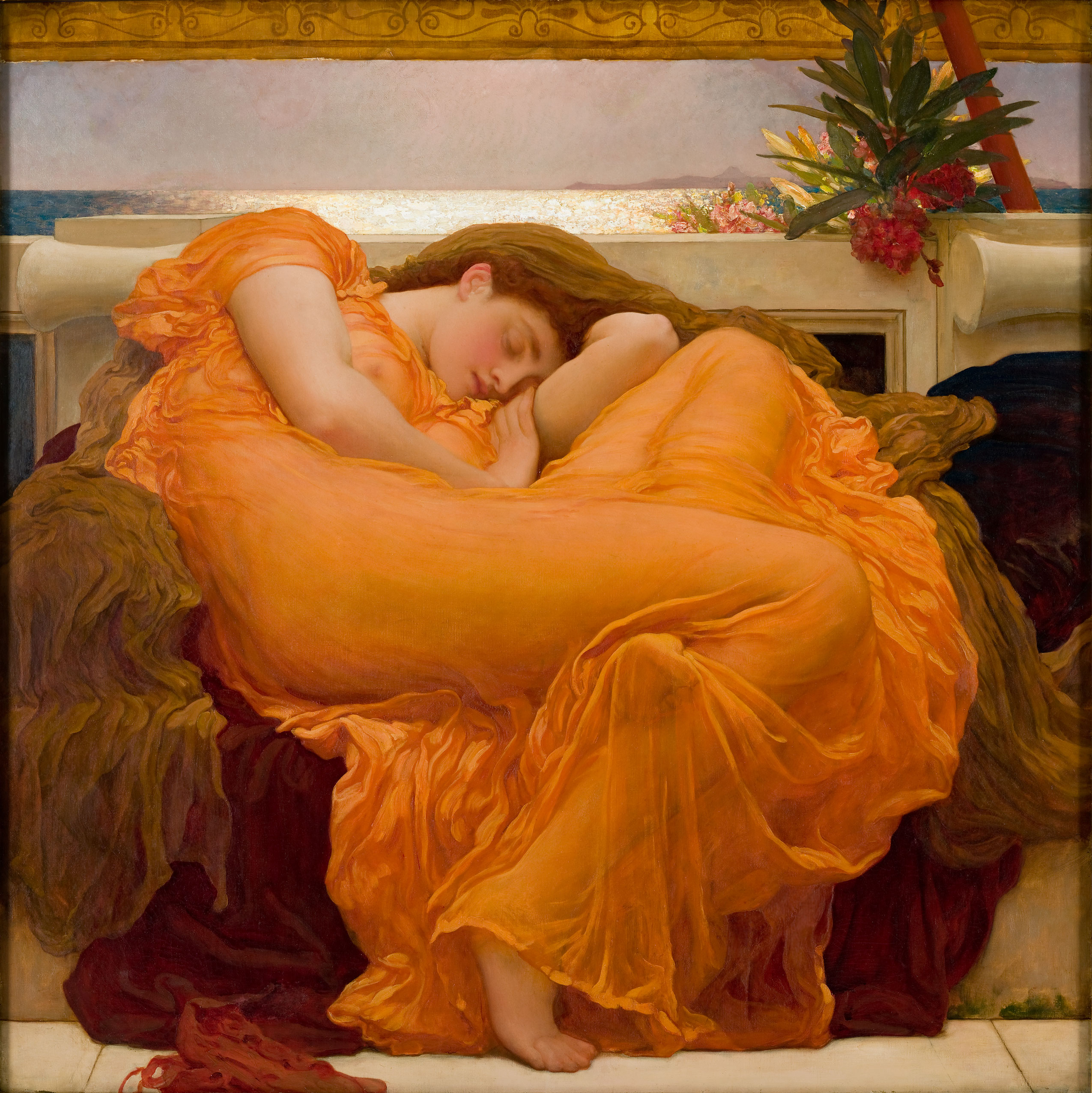
Juny ardent, de Frederic Leighton (1895)
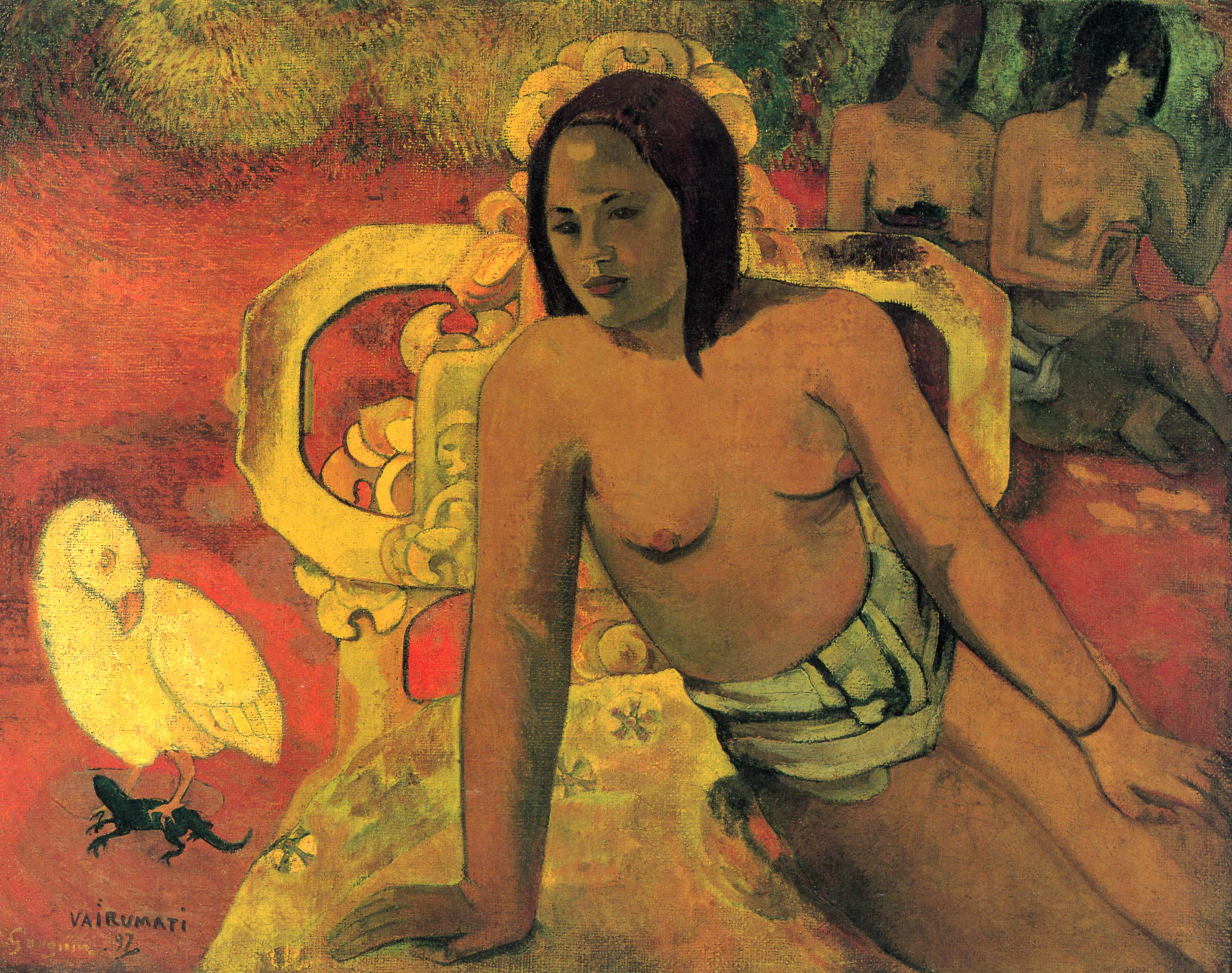
Vairumati, de Paul Gauguin (1897)

### Segles XX i XXI
Als segles segle xx i segle xxi, el color taronja tenia associacions molt variades, tant positives com negatives.
L'alta visibilitat del taronja el va convertir en un color popular per a certs tipus de roba i equipament. Durant la Segona Guerra Mundial, els pilots de la Marina dels EUA al Pacífic van començar a portar armilles salvavides inflables de color taronja, que podien ser detectades pels avions de recerca i rescat. Després de la guerra, aquestes jaquetes es van fer habituals tant en vaixells civils com navals de totes les mides, i en avions que sobrevolaven l'aigua. El taronja també és molt usat (per evitar ser colpejat) pels treballadors de les carreteres i pels ciclistes.
Un herbicida anomenat Agent Taronja va ser ruixat àmpliament des dels avions per la Royal Air Force durant l'Emergència de Malàisia i la Força Aèria dels EUA durant la Guerra del Vietnam per eliminar la coberta del bosc i la selva sota la qual es creia que s'amagaven els combatents enemics, i per exposar les seves rutes de subministrament. En realitat, el producte químic no era taronja, sinó que va prendre el nom pel color dels bidons d'acer on s'emmagatzemava. L'agent taronja era tòxic, i més tard es relacionà amb defectes de naixement i altres problemes de salut.
El taronja també va tenir i continua tenint una dimensió política. És el color de la ideologia política demòcrata cristiana, que es basa en la doctrina social de l'Església i en la teologia neocalvinista; els partits polítics democristians van assolir protagonisme a Europa i Amèrica després de la Segona Guerra Mundial.
A Ucraïna el novembre i desembre de 2004, esdevingué el color de la Revolució Taronja, un moviment popular que portà l'activista i reformador Víktor Iúsxenko a la presidència. En parts del món, especialment a Irlanda del Nord, el color s'associa amb l'Orde d'Orange, una organització protestant i, en relació amb marxes i altres activitats socials i polítiques, el color taronja s'associa amb el protestantisme semblant al dels Països Baixos.